# Telothyria forticula
Telothyria forticula là một loài ruồi trong họ Tachinidae.